# Łozica (dopływ Ostrowicy)
Łozica – ciek wodny w zachodniej części Pojezierza Zachodniopomorskiego na Równinie Pyrzycko-Stargardzkiej, w powiecie pyrzyckim. Często mylnie jest uważana za część Kanału Nieborowskiego, którego jest dopływem. Dopływem Łozicy są liczne rowy melioracyjne i cieki odwadniające południowo-zachodnią część Gminy Bielice. Główny nurt po uregulowaniu posiada długość ok. 9,5 km.